# Baz Bahadur

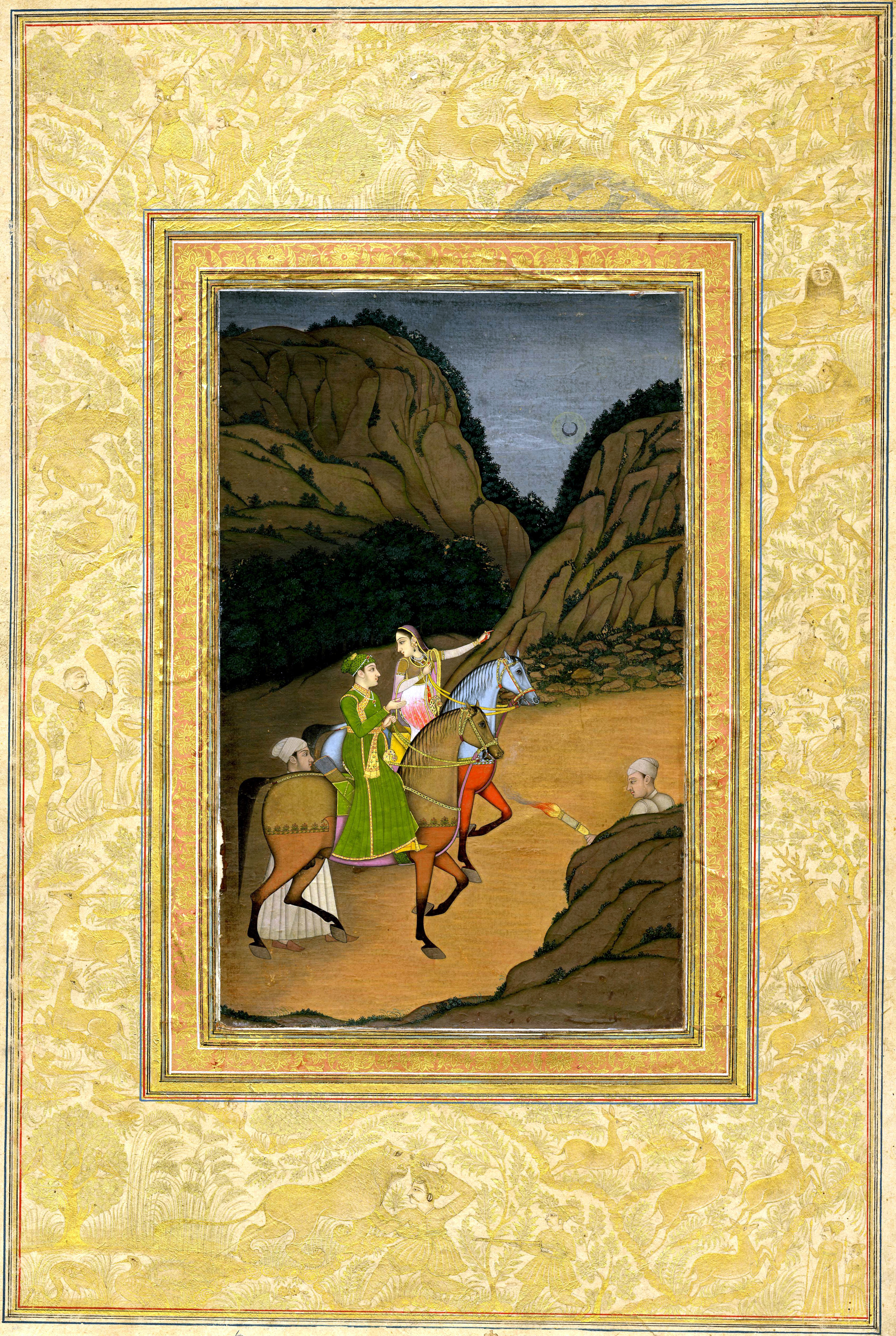
Baz Bahadur und Rupmati

Baz Bahadur war der letzte Sultan von Malwa, einem islamischen Sultanat in Indien. Er folgte seinem Vater Shuja'at Khan (reg. 1542–1554), der sein Reich unter seinen drei Söhnen aufgeteilt hatte. Nachdem Baz Bahadur im Streit um die Erbfolge in einem Teil des Reiches seinen Bruder Daulat Khan ermorden ließ und sein anderer Bruder geflohen war, wurde er 1555 zum Sultan von ganz Malwa erhoben. Er regierte als Sultan bis 1562, galt als großer Förderer der Künste, und Legenden über seine Liebesbeziehung zu der Sängerin Rupmati sind bis heute überliefert. Das Staatswesen erlebte unter seiner Regentschaft hingegen einen Niedergang, insbesondere der militärischen Bedrohung durch das Mogulreich setzte Baz Bahadur wenig entgegen.
Als 1561 das Heer des Großmoguls Akbar I. unter dem General Adham Khan das Sultanat Malwa angriff, wurde Baz Bahadur in der Schlacht von Sarangpur geschlagen. Als Rupmati von der Niederlage erfuhr, vergiftete sie sich, um nicht in die Hände des Eroberers zu fallen. Der Sultan konnte nach Khandesh fliehen und mit dessen Herrscher Miran Mubarak und dem Sultan von Berar das Mogulheer zurückdrängen. 1562 rückte ein größeres Heer an und siegte, Baz Bahadur floh in die Berge und griff in den folgenden Jahren immer wieder die Truppen des Mogulreichs an. Es gelang ihm wiederholt nur vorübergehend, kleinere Gebiete zurückzuerobern. Schließlich unterwarf er sich 1570 dem Großmogul, der ihn zum Kommandanten einer 2000 Mann starken Reiterarmee machte. Baz Bahadur starb jedoch kurze Zeit später.